# Jayat
Jayat és un municipi francès situat al departament de l'Ain i a la regió d'Alvèrnia-Roine-Alps. L'any 2007 tenia 993 habitants.

## Demografia

### Població
El 2007 la població de fet de Jayat era de 993 persones. Hi havia 399 famílies de les quals 93 eren unipersonals (51 homes vivint sols i 42 dones vivint soles), 136 parelles sense fills, 153 parelles amb fills i 17 famílies monoparentals amb fills.
La població ha evolucionat segons el següent gràfic:
Habitants censats

### Habitatges
El 2007 hi havia 446 habitatges, 400 eren l'habitatge principal de la família, 24 eren segones residències i 22 estaven desocupats. 419 eren cases i 23 eren apartaments. Dels 400 habitatges principals, 323 estaven ocupats pels seus propietaris, 67 estaven llogats i ocupats pels llogaters i 10 estaven cedits a títol gratuït; 2 tenien una cambra, 14 en tenien dues, 61 en tenien tres, 107 en tenien quatre i 215 en tenien cinc o més. 294 habitatges disposaven pel capbaix d'una plaça de pàrquing. A 159 habitatges hi havia un automòbil i a 212 n'hi havia dos o més.

### Piràmide de població
La piràmide de població per edats i sexe el 2009 era:
| Homes | Edats   | Dones |
| ----- | ------- | ----- |
| 0     | 95 o +  | 0     |
| 0     | 90 a 94 | 4     |
| 4     | 85 a 89 | 4     |
| 0     | 80 a 84 | 8     |
| 24    | 75 a 79 | 8     |
| 28    | 70 a 74 | 24    |
| 20    | 65 a 69 | 40    |
| 20    | 60 a 64 | 16    |
| 12    | 55 a 59 | 8     |
| 16    | 50 a 54 | 20    |
| 16    | 45 a 49 | 8     |
| 40    | 40 a 44 | 32    |
| 28    | 35 a 39 | 32    |
| 20    | 30 a 34 | 28    |
| 32    | 25 a 29 | 16    |
| 20    | 20 a 24 | 12    |
| 28    | 15 a 19 | 28    |
| 24    | 10 a 14 | 20    |
| 24    | 5 a 9   | 24    |
| 24    | 0 a 4   | 12    |

## Economia
El 2007 la població en edat de treballar era de 641 persones, 501 eren actives i 140 eren inactives. De les 501 persones actives 479 estaven ocupades (268 homes i 211 dones) i 21 estaven aturades (7 homes i 14 dones). De les 140 persones inactives 54 estaven jubilades, 46 estaven estudiant i 40 estaven classificades com a «altres inactius».

### Ingressos
El 2009 a Jayat hi havia 398 unitats fiscals que integraven 1.005,5 persones, la mediana anual d'ingressos fiscals per persona era de 18.291 €.

### Activitats econòmiques
Dels 47 establiments que hi havia el 2007, 1 era d'una empresa extractiva, 3 d'empreses alimentàries, 4 d'empreses de fabricació d'altres productes industrials, 5 d'empreses de construcció, 11 d'empreses de comerç i reparació d'automòbils, 2 d'empreses de transport, 3 d'empreses d'hostatgeria i restauració, 1 d'una empresa d'informació i comunicació, 2 d'empreses financeres, 3 d'empreses immobiliàries, 7 d'empreses de serveis, 2 d'entitats de l'administració pública i 3 d'empreses classificades com a «altres activitats de serveis».
Dels 12 establiments de servei als particulars que hi havia el 2009, 1 era un taller de reparació d'automòbils i de material agrícola, 1 taller d'inspecció tècnica de vehicles, 1 guixaire pintor, 1 empresa de construcció, 3 perruqueries, 3 veterinaris, 1 restaurant i 1 agència immobiliària.
Dels 4 establiments comercials que hi havia el 2009, 1 era un hipermercat, 2 fleques i 1 un drogueria.
L'any 2000 a Jayat hi havia 25 explotacions agrícoles que ocupaven un total de 882 hectàrees.

## Equipaments sanitaris i escolars
El 2009 hi havia una escola elemental integrada dins d'un grup escolar amb les comunes properes formant una escola dispersa.

## Poblacions més properes
El següent diagrama mostra les poblacions més properes.